# Нижняя Коржа
Нижняя Коржа — река в России, течёт по территории Заполярного района Ненецкого автономного округа. Вытекает из северной оконечности озера Южная Коржа на высоте 26 м над уровнем моря. Устье реки находится в 4 км по правому берегу протоки Печоры Куйский Шар (Куйская Печора). Длина реки составляет 35 км.

## Данные водного реестра
По данным государственного водного реестра России относится к Двинско-Печорскому бассейновому округу, водохозяйственный участок реки — Печора от водомерного поста Усть-Цильма и до устья, речной подбассейн реки — бассейны притоков Печоры ниже впадения Усы. Речной бассейн реки — Печора.
Код объекта в государственном водном реестре — 03050300212103000084718.